# Enno I. (Ostfriesland)

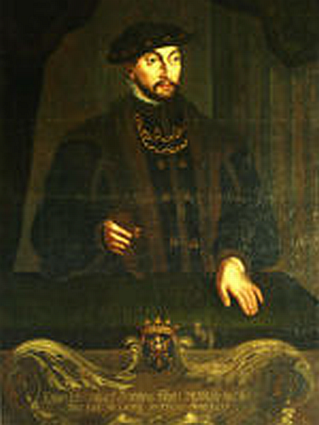
Enno I. (1460–1491)

Enno I. (* um 1460; † 19. Februar 1491) war von 1466 bis 1491 Graf von Ostfriesland. Er ertrank 1491 im Burggraben der Friedeburg.

## Leben
Enno I. war der erste Sohn Ulrichs I., des Grafen von Ostfriesland aus dem Hause Cirksena, und dessen Frau Theda Ukena. Er hatte zunächst andere Interessen, als die Nachfolge von Ulrich I. anzutreten. So blieb die Verwaltung Ostfrieslands in den Händen Thedas, der Witwe Ulrichs I. Erst in den Jahren nach 1480 übernahm Enno mehr und mehr Regierungsaufgaben. Eine förmliche Regierungsübernahme fand jedoch nicht statt.
1489 brach Enno in Begleitung von Viktor Frese und Folef von Innhausen und Knyphausen zu einer Pilgerreise ins Heilige Land auf, wo er in Jerusalem am Heiligen Grab zum Ritter geschlagen wurde. Während seiner Abwesenheit verliebte sich seine Schwester Almuth in den westfälischen Adligen Engelmann von Horstell, den Drost der Friedeburg. Sie schmiedeten sogar Heiratspläne, was Almuths Mutter Theda jedoch nicht duldete.
Trotzdem ging Almuth zusammen mit ihrem Verlobten auf die Friedeburg und nahm als Aussteuer ihren Familienschmuck mit. Sie beteuerte, dass ihr Bruder mit der Liebe einverstanden sei. Als Enno später zurück nach Ostfriesland kam, stellte sich allerdings das Gegenteil heraus. Im Glauben, dass die Schwester von ihrem Liebhaber entführt worden sei, ging er erbost zur Verfolgung der beiden Geflohenen über. Im Feld kurz vor der Friedeburg stellte er den Drost zur Rede. Der jedoch beharrte auf seiner Liebe und gab Almuth nicht wieder her. Noch rechtzeitig erreichte er die Friedeburg, verfolgt von Enno. Als dieser aber den im Winter zugefrorenen  Burggraben mit seiner schweren Rüstung überschritt, zerbarst das Eis und er ertrank.
Enno I. starb im Alter von nur 30 Jahren. Seine Mutter Theda ließ ihm zu Ehren einen Totenschild anfertigen, der noch heute in der Großen Kirche, heute Johannes a Lasco Bibliothek, in Emden im Bereich der Herrengruft an der Wand zu sehen ist.